# Silene chamarensis
Silene chamarensis är en nejlikväxtart som beskrevs av Porphir Kiril Nicolai Stepanowitsch Turczaninow. Silene chamarensis ingår i släktet glimmar, och familjen nejlikväxter. Inga underarter finns listade i Catalogue of Life.